# Декадні вулкани
Декадні вулкани або вулкани десятиліття (англ. Decade Volcanoes) — це 16 вулканів, визначених Міжнародною асоціацією вулканології та хімії надр Землі (IAVCEI) як такі, що заслуговують на особливу увагу та вивчення в світлі їх історії великих руйнівних вивержень і близькості до густонаселених районів.

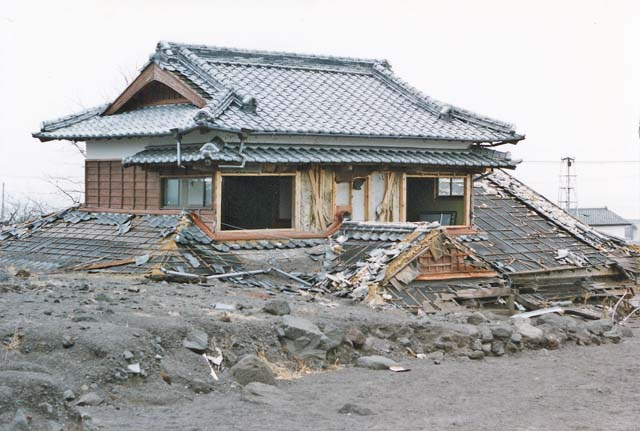
Будівля, зруйнована виверженням на горі Унзен, Японія

## Проєкт «Декадні вулкани»

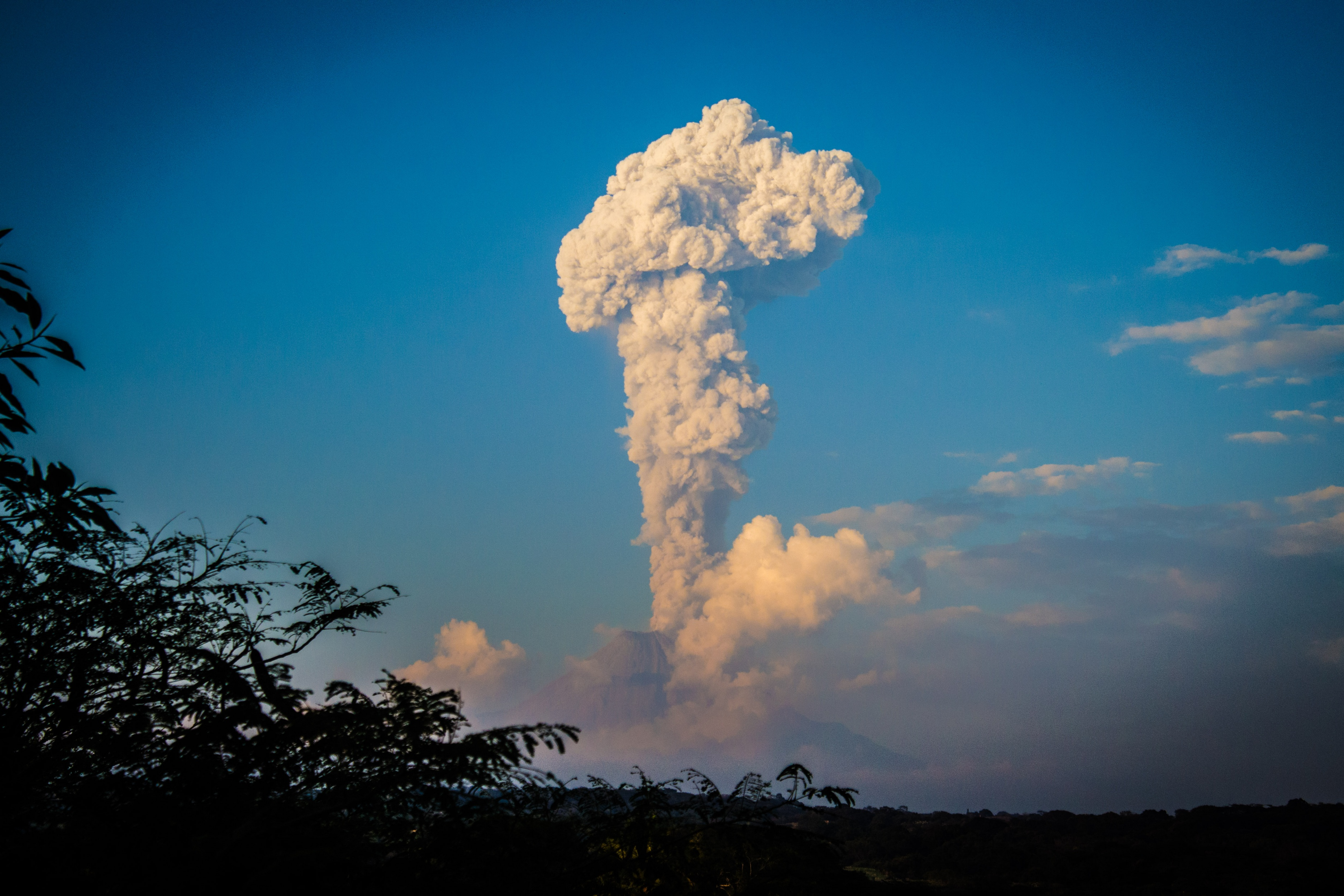
Стовп виверження вулкана Коліма, грудень 2016 року

Проєкт «Декадні вулкани» заохочує дослідження та заходи з підвищення обізнаності громадськості на цих вулканах з метою досягнення кращого розуміння вулканів і небезпек, які вони представляють, і, таким чином, здатності зменшити серйозність стихійних лих.
Їх назвали «Вулкани десятиліття», тому що проєкт було започатковано в 1990-х роках у рамках Міжнародного десятиліття зі зменшення ризиків стихійних лих, спонсорованого ООН.
Вулкан може бути названий вулканом Десятиліття, якщо він демонструє більше однієї вулканічної небезпеки (люди, які живуть поблизу вулканів Десятиліття, можуть зіткнутися з падінням тефри, пірокластичними потоками, потоками лави, лахарами (грязьовими потоками), нестабільністю вулканічної споруди та обвалом купола лави); виявляє недавню геологічну активність; розташований у густонаселеному районі (виверження будь-якого з вулканів Десятиліття можуть загрожувати десяткам або сотням тисяч людей, і тому пом'якшення небезпеки виверження цих вулканів має вирішальне значення); є політично та фізично доступним для вивчення; і є місцева підтримка для роботи.

## Цілі програми
Загальний підхід проєктів «Декадні вулкани» полягав у скликанні семінару з планування, визначенні основних сильних і слабких сторін зменшення ризиків на кожному вулкані та плануванні способів усунення виявлених недоліків. Одна з труднощів, з якою стикаються під час пом'якшення небезпеки на вулканах, полягає в тому, щоб геонауки та ті, хто вживатиме заходів із пом'якшення, адекватно спілкувалися один з одним, і програма «Декадні вулкани» намагалася забезпечити це, переконавшись, що обидві групи добре представлені на семінарах «Декадні вулкани».

## Фінансування

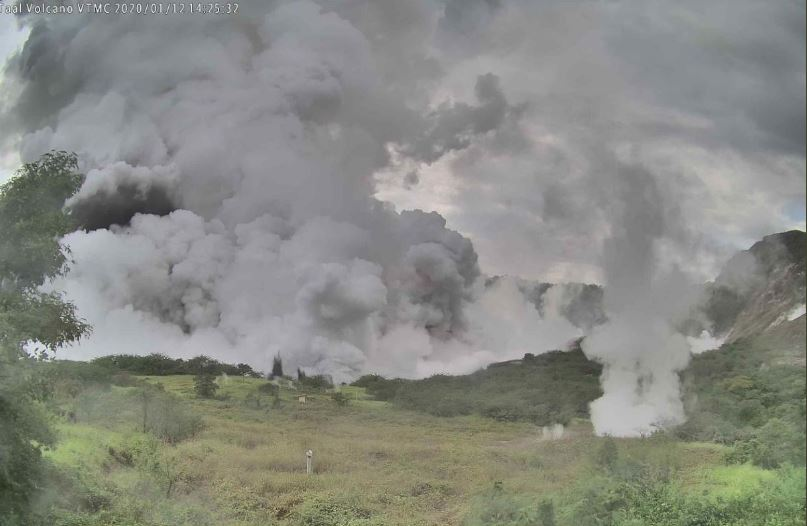
Фреатичний вибух, зафіксований у головному кратері вулкана Тааль. Фото, зроблене з встановленої IP-камери Філіппінського інституту вулканології та сейсмології (PHIVOLCS), яка спостерігає за вулканом.

Надії на те, що Організація Об'єднаних Націй може отримати фінансування для проєктів «Декадні вулкани», не виправдалися, і натомість фінансування шукали з різних джерел. Наприклад, мексиканські наукові органи та органи цивільної оборони фінансували роботу на вулкані Колімі, головним чином для мексиканських учених, але також для кількох іноземних колег; великі двосторонні франко-індонезійські та німецько-індонезійські програми були започатковані на вулкані Мерапі; а Європейський Союз надав фінансування для багатьох досліджень, проведених на європейських вулканах.
Однією конкретною діяльністю, яка не була профінансована — оскільки це зазвичай неприпустимо в рамках більшості національних або двосторонніх фінансувань — є обмін науковцями та керівниками цивільної оборони між різними проєктами «Декадних вулканів» у країнах, що розвиваються, наприклад, між Філіппінами та Індонезією, або між Мексикою, Гватемалою та Колумбією, або через Тихий і Атлантичний океани. Часто науковці та керівники цивільної оборони з країн, що розвиваються, можуть краще співвідноситися з досвідом один одного, ніж з досвідом колег із промислово розвинених країн. Крім того, лідери цивільної оборони, які пережили вулканічні кризи, є набагато більш надійними свідками в очах місцевих лідерів цивільної оборони, ніж місцеві чи приїжджі вчені.

## Досягнення

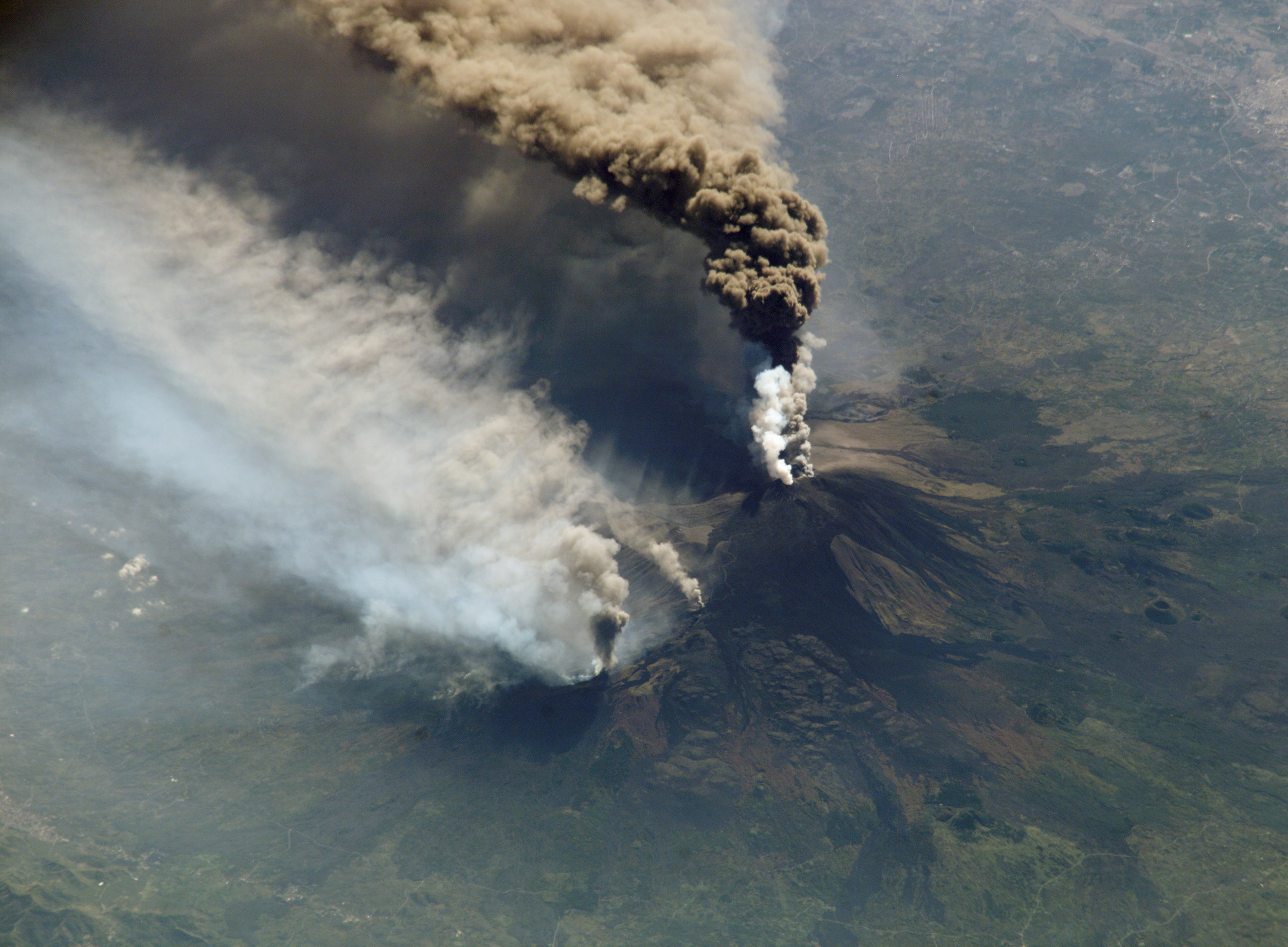
Велике виверження вулкана Етна, фото з Міжнародної космічної станції

Відтоді як програма «Декадні вулкани» була започаткована, вона досягла ряду успіхів у прогнозуванні вулканічних подій і пом'якшенні наслідків катастроф. Одним із найпомітніших було успішне відведення лавового потоку та покриву попелу на вулкані Етна в 1992 році. Потік загрожував місту Цафферана-Етнеа та подолав кілька бар'єрів, розташованих перпендикулярно його течії в долині. Вчені та лідери цивільної оборони вирішили спробувати перекрити потік вище, і зробили це, скинувши великі бетонні блоки в світлове вікно в лавовій трубі, яка живила потік. Згодом потік зупинився біля Цафферани.
Програма значно розширила відомості про вулкани Десятиліття, деякі з яких були дуже погано вивчені перед тим, як їх віднесли до Декадних вулканів. Історія вивержень вулкана Ґалерас наразі вивчена набагато краще, ніж раніше, а на вулкані Тааль немаловажним виявився фактор наявності води для його вибухових вивержень.
Заходи, які були вжиті для пом'якшення катастроф, які можуть бути спричинені майбутніми виверженнями, включають новий закон у районі вулкану Рейнер, який вимагає оцінки геологічної небезпеки перед будь-якими новими подіями виверження; обмеження житлової забудови високої щільності в кальдері вулкана Тааль; і розробка плану евакуації тих частин Неаполя, які можуть постраждати в разі виверження Везувію.

## Проблеми

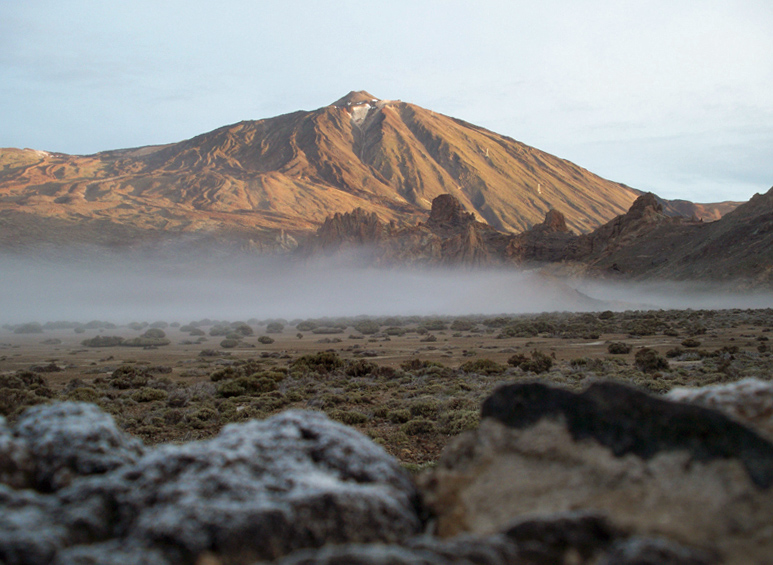
Вулкан Тейде, Тенеріфе (Іспанія).

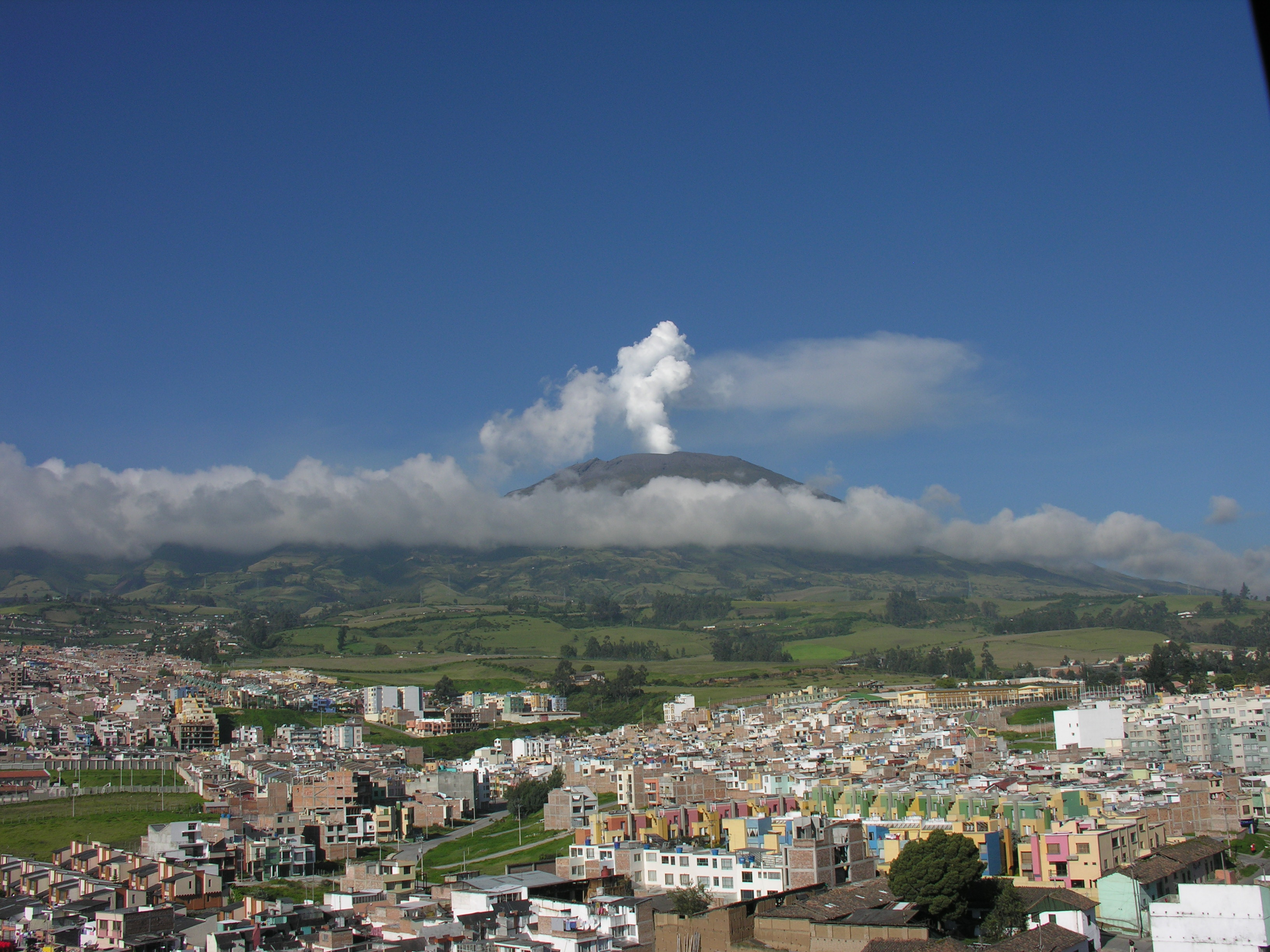
Вулкан Ґалерас, Нариньйо, (Колумбія).

Хоча дослідження на багатьох вулканах Десятиліття явно зменшили ризики, з якими стикаються сусідні поселення, виверження деяких Декадних вулканів продемонстрували труднощі, з якими стикається програма. За виверженнями вулкану Унзен, які почалися незадовго до того, як його було визнано вулканом Десятиліття, ретельно стежили, але, незважаючи на це, великий пірокластичний потік убив 43 людини, у тому числі трьох вулканологів.
Пізніше конференція «Декадних вулканів» у 1993 році в місті Пасто, Колумбія, закінчилася катастрофою, коли кілька присутніх вчених організували імпровізовану експедицію до кратера вулкану Ґалерас. Під час неочікуваного виверження, коли вони були на вершині, трагічно загинуло шість учених і троє туристів.
Громадянські заворушення в околицях кількох Декадних вулканів також завадили програмі. Громадянська війна в Гватемалі вплинула на дослідження вулкана Санта-Марія, поки в 1996 році не було оголошено про припинення вогню, тоді як триваюча громадянська війна в Демократичній Республіці Конго заважає дослідженням вулкана Ньїрагонго. Загалом, обмежені ресурси для вивчення вулканів призвели до того, що «Програми» вимушені змагатися і за це обмежене фінансування.

## Вибрані вулкани

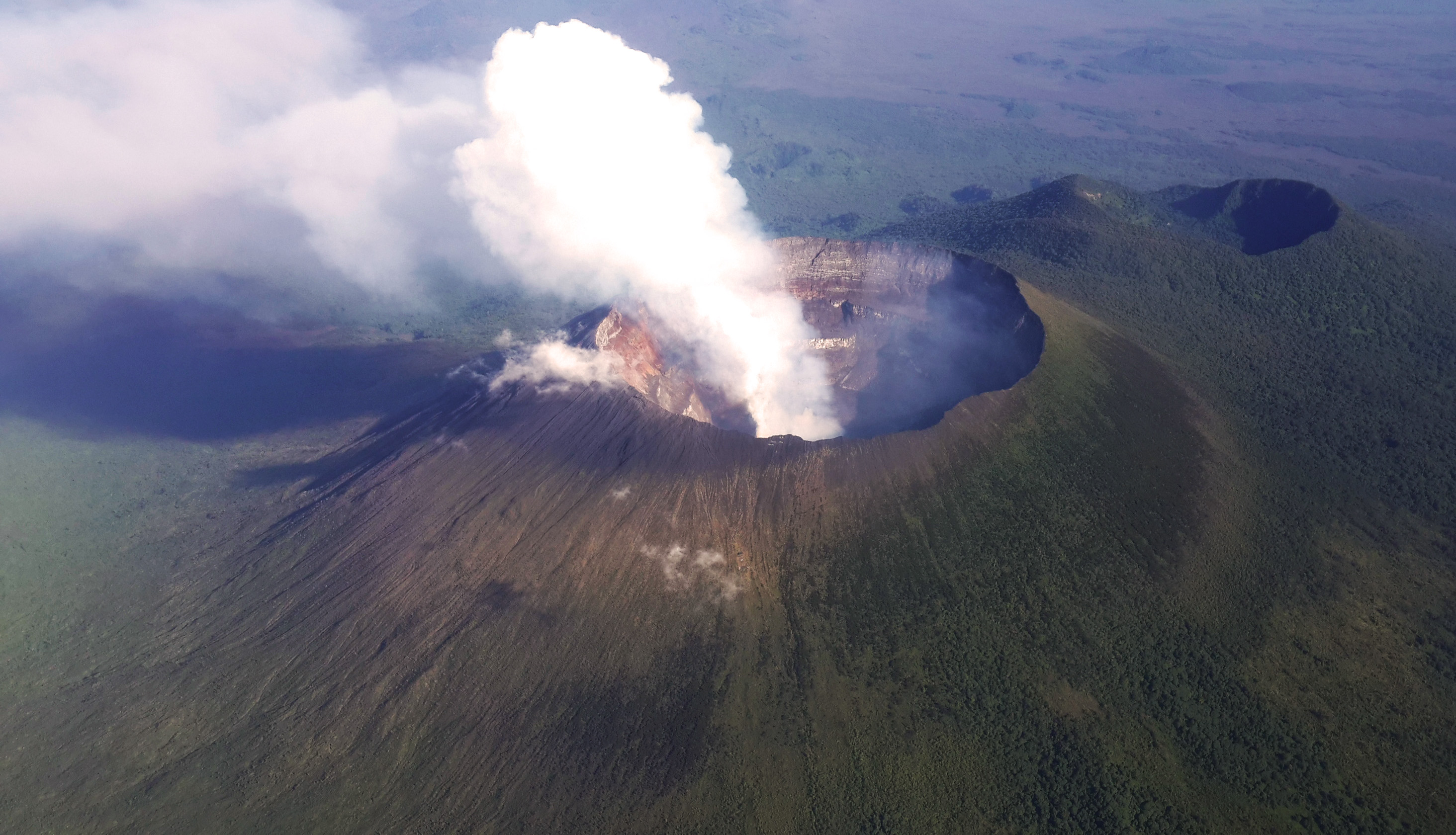
Вулкан Ньїрагонго (2014).

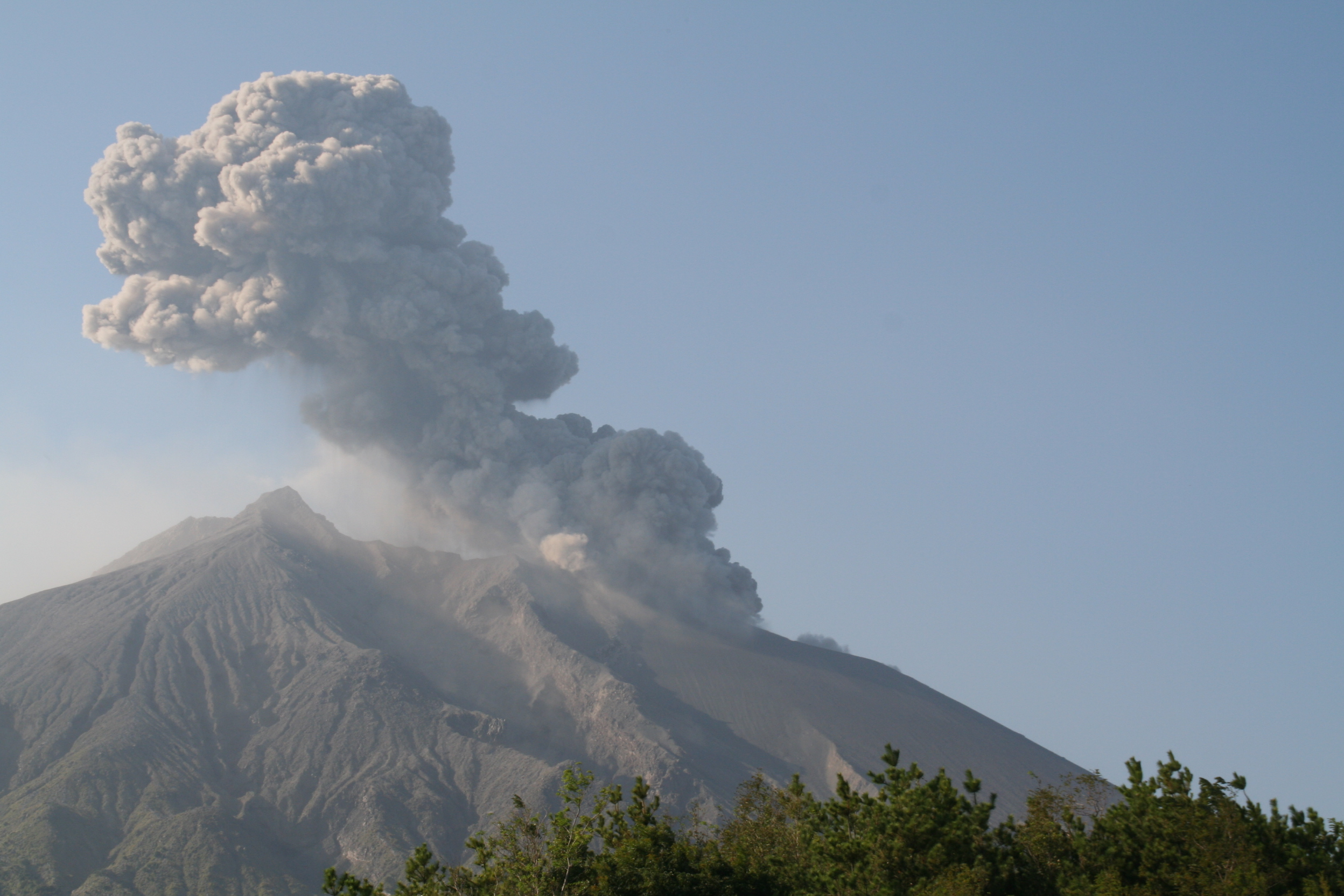
Виверження Сакура-дзіма в 2013 році.

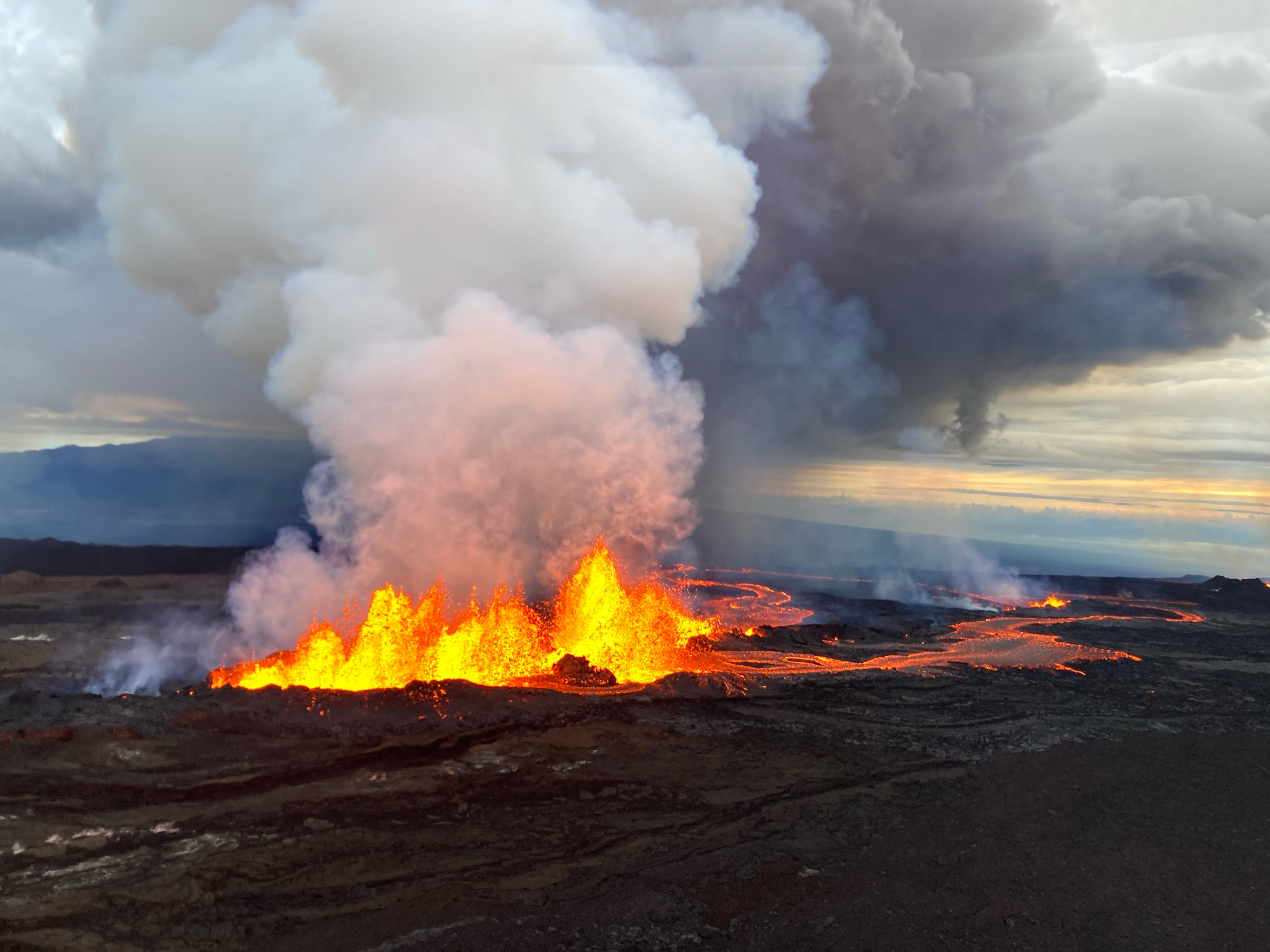
Виверження Мауна-Лоа (2022).

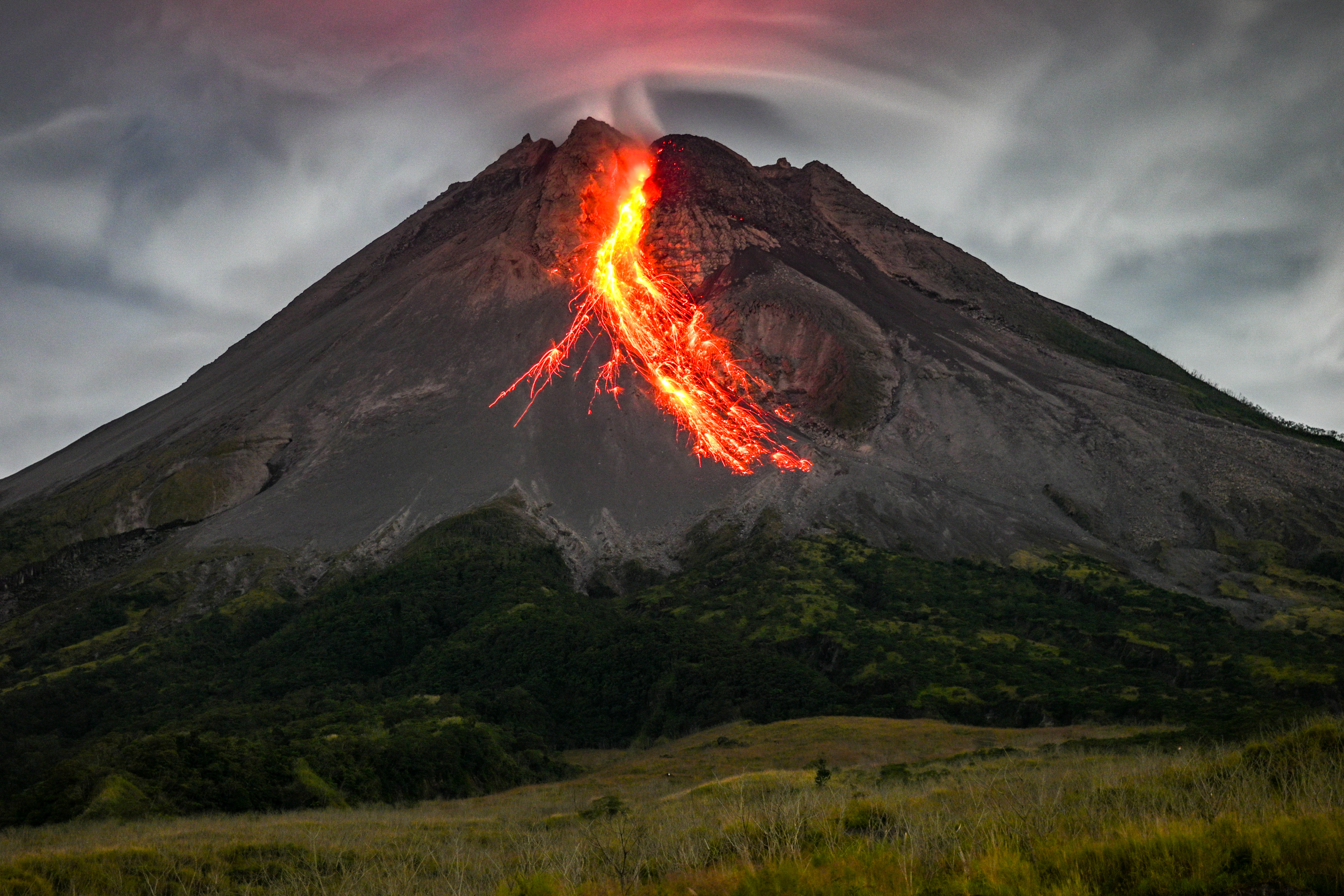
Вулкан Мерапі, о. Ява (2021)

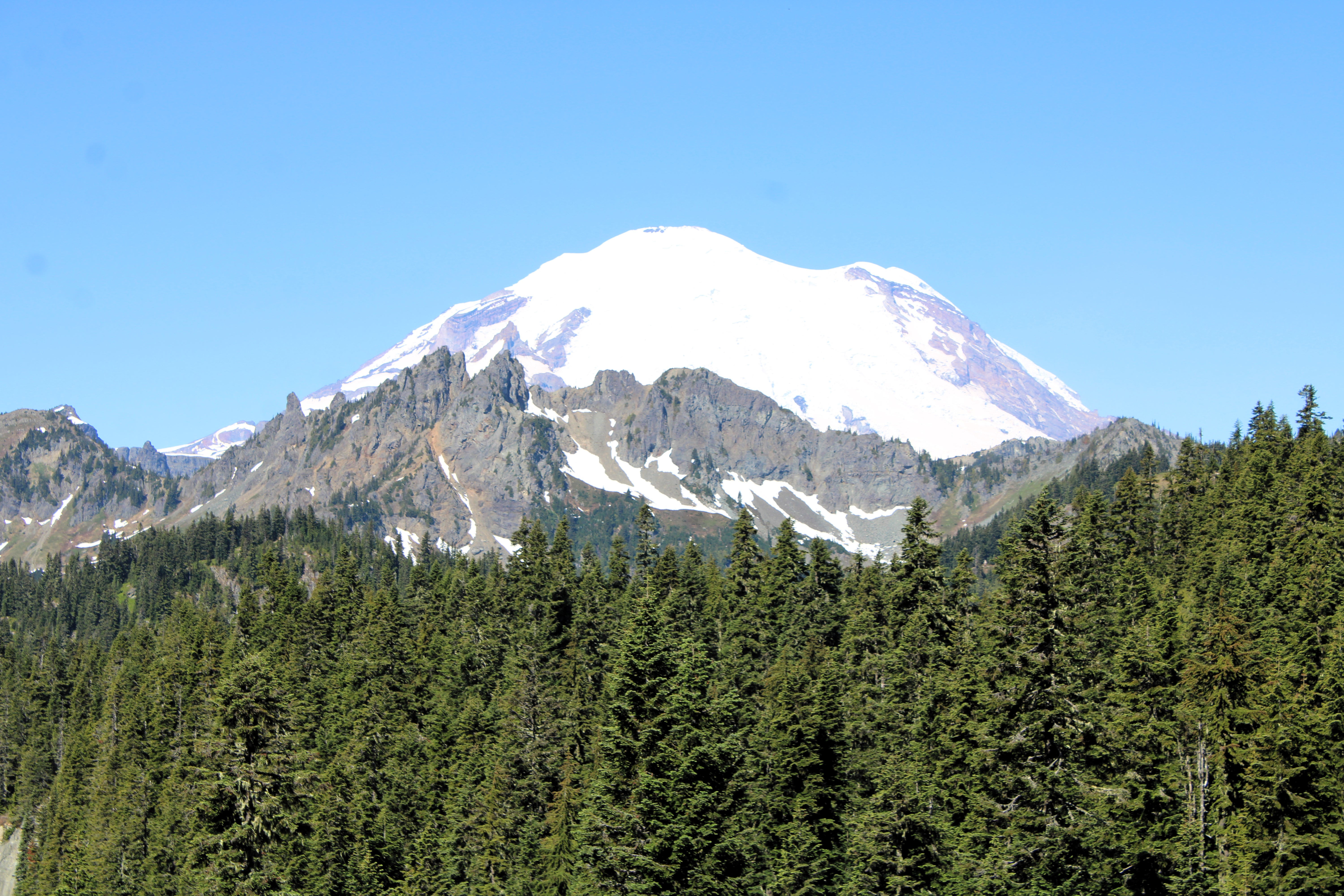
Вулкан Рейнір, штат Вашингтон (2023)

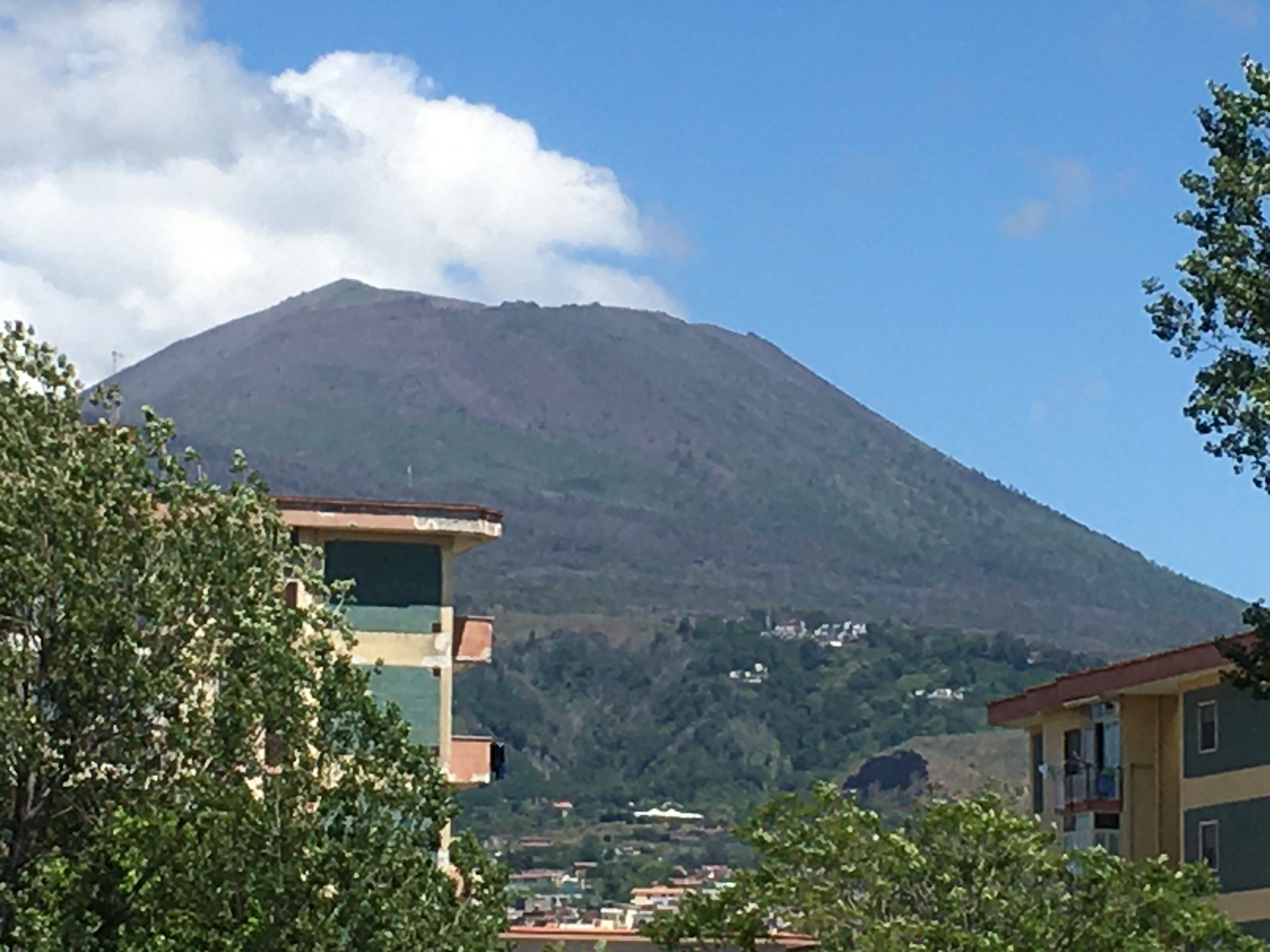
Вулкан Везувій, (Італія) (2020)

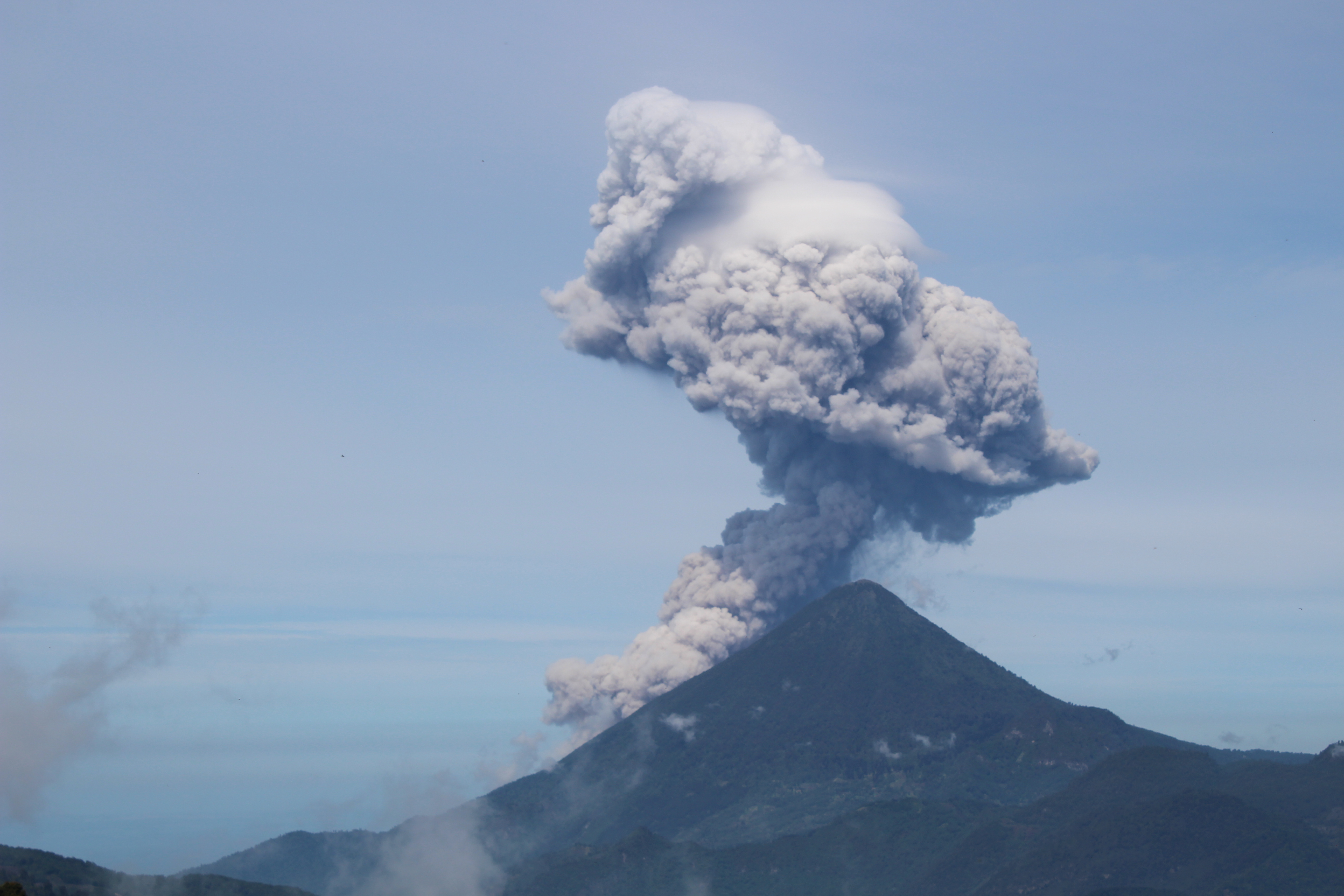
Санта-Марія, конус Сантьягіто (2016)

Вулкани в таблиці були обрані як 16 вулканів поточного десятиліття:
| Вулкан              | Висота                                                           | Регіон                                      | Країна                | Населення під загрозою потоку лави/лахару/попелу | Останнє відоме виверження          | Постраждалий чи загрожений регіон/Чому «Декадний вулкан» |
| ------------------- | ---------------------------------------------------------------- | ------------------------------------------- | --------------------- | ------------------------------------------------ | ---------------------------------- | --- |
| Авачинська-Коряцька | 2 741 м (8 993 фут) (Авачинська) 3 456 м (11 339 фут) (Коряцька) | Камчатка                                    | Росія                 | 179 367 (2021 оцінка)                            | 2001 (Авачинська) 2009 (Коряцька), | Близькість вулкана до Петропавловська-Камчатського. |
| Коліма              | 3 820 м (12 533 фут)                                             | Коліма / Халіско                            | Мексика               | 770 000 (2019 оцінка)                            | 2019                               | Весь штат Коліма |
| Ґалерас             | 4 276 м (14 029 фут)                                             | Нариньйо                                    | Колумбія              | 1 630 000 (2018 оцінка)                          | 2014                               | Весь департамент Нариньйо |
| Мауна-Лоа           | 4 169 м (13 678 фут)                                             | Гаваї                                       | США                   | ?                                                | 2022                               | Найбільший з діючих щитових вулканів на Гавайських островах. Нижні фланги населені в різних напрямках, але найбільш небезпечний для міста Гіло |
| Етна                | 3 326 м (10 912 фут)                                             | Сицилія                                     | Італія                | 1 100 000                                        | 2013-дотепер                       | Ціле місто Катанія, о. Сицилія загалом через забруднення повітря та хмари попелу. Здатний створювати лавові бомби та сильні виверження VEI-3. Колись римляни вірили, що тут була майстерня бога Вулкана, а виверження ставалися через його гнів на дружину Венеру. |
| Мерапі              | 2 910 м (9 547 фут)                                              | Центральна Ява/ Особливий округ Джок'якарта | Індонезія             | 5 050 000 (2019 оцінка)                          | 2023                               | Весь особливий округ Джок'якарта та регентство Клатен |
| Ньїрагонго          | 3 470 м (11 385 фут)                                             | Північне Ківу                               | Дем. Республіка Конго | 2 000 000                                        | 22 травня 2021-дотепер, VEI-0-2.   | У доволі розгалуженому місті Гома десятиліттями не проводився перепис населення. Лава, як відомо, дуже текуча та швидко рухається. У результаті виверження вулкана Ньїрагонго в травні 2021 року загинули 32 людини, тисячі отримали поранення Наразі не ведеться моніторинг сейсмічної активності.                                                                         |
| Рейнір              | 4 392 м (14 409 фут)                                             | Вашингтон                                   | США                   | 795 000 (2010)                                   | 1894-1895, (незначне фреатичне)    | Весь округ Пірс і місто Сіетл. Гора Рейнір є одним із стратовулканів з найбільшою кількістю льодовиків у Каскадній вулканічній дузі. Здатний викликати потужні лахари, про що свідчать долини під ним у всіх напрямках. Відомо, що були як лахари зсувного типу, так і лахари танення снігу. Геологічна служба США вважає його одним із найнебезпечніших вулканів у США.    |
| Везувій             | 1 281 м (4 203 фут)                                              | Кампанія                                    | Італія                | 3 085 000                                        | 17-23 березня, 1944, VEI-3         | Повністю місто Неаполь. Дуже довгий досвід руйнування навколишніх міст Південної Італії, здатний до великих пірокластичних потоків. Зруйнував міста Помпеї, Геркуланум та Стабії в 79 році нашої ери, виверження VEI-5. |
| Ундзен              | 1 486 м (4 875 фут)                                              | Нагасакі/ Кумамото                          | Японія                | 1 320 000 (2019 оцінка)                          | 1995                               | Префектура Нагасакі, потенціальне цунамі. |
| Сакура-дзіма        | 1 117 м (3 665 фут)                                              | Каґосіма                                    | Японія                | 1 470 000 (2019 оцінка)                          | 2022                               | Вся префектура Каґосіма, крім островів Амамі. |
| Санта-Марія         | 3 772 м (12 375 фут)                                             | Кесальтенанго                               | Гватемала             | 1 127 000 (2018 оцінка)                          | 23 серпня 2013                     | Вся територія департаментів Кесальтенанго та Реталулеу. |
| Санторині (о. Тера) | 367 м (1 204 фут)                                                | Південні Егейські острови                   | Греція                | ?                                                | 1950                               | Весь острів Санторині колись був набагато більшим. У 1646 році до н. е. на острові Санторині, який тоді називався Тера, відбулося виверження (VEI-7), потужніше ніж виверження Кракатау в 1880-х роках. Наразі те, що було одним островом, тепер стало трьома з кальдерою, прихованою під поверхнею води. Ризик цунамі; запис про одне із них датується 1646 роком до н. е. |
| Тааль               | 311 м (1 020 фут)                                                | Калабарсон                                  | Філіппіни             | 24 393 000 (2020 оцінка)                         | 2021                               | Територія провінцій Батангас, Кавіте, Столичного регіону та Лагуни. |
| Тейде               | 3 715 м (12 188 фут)                                             | Канарські острови                           | Іспанія               | 900 000                                          | 1909                               | Тенерифе, потенціальне цунамі. |
| Улавун              | 2 334 м (7 657 фут)                                              | Сх. Нова Британія / Зах. Нова Британія      | Папуа Нова Гвінея     | ?                                                | 2 червня 2022                      | ? |

- Примітка: Населення під загрозою потоків лави/лахару/ попелу під час виверження, не враховуючи потенційне цунамі чи віддалений випад попелу.